# حاصلضرب تاخیر-توان
در الکترونیک دیجیتال، حاصل ضرب تأخیر-توان (پی‌دی‌پی) شکلی از عدد شایستگی است که با بازدهی انرژی یک دروازه منیا یک خانواده منطقی مرتبط است. همچنین به عنوان انرژی کلیدزنی شناخته می‌شود، این حاصلضرب مصرف توان P (به‌طور متوسط در یک پیشامد کلیدزنی) ضرب در تأخیر ورودی-خروجی یا مدت زمان پیشامد کلیدزنی D است. این ابعاد انرژی است و انرژی مصرف شده در هر پیشامد کلیدزنی را اندازه‌گیری می‌کند.
در مدار سیماس انرژی کلیدزنی و در نتیجه پی‌دی‌پی برای یک چرخه محاسبه از ۰ به ۱ به ۰ برابر {\displaystyle C_{L}\times {V_{DD}}^{2}} است؛ بنابراین، کاهش ولتاژ تغذیه VDD باعث کاهش پی‌دی‌پی می‌شود.
مدارهای کم مصرف با پی‌دی‌پی پایین نیز ممکن است بسیار کند عمل کنند، بنابراین حاصلضرب تأخیر-انرژی (ایی‌دی‌پی)، حاصلضرب E و D (یا P و D 2)، گاهی اوقات یک شاخص ترجیحی است.
در مدارهای سیماس تأخیر به‌طور معکوس با ولتاژ تغذیه VDD و از این رو ایی‌دی‌پی با VDD متناسب است. در نتیجه، کاهیدن VDD همچنین به سود ایی‌دی‌پی است.

## مطالعه بیشتر
- Sah, Chih-Tang (1991-07-11). Fundamentals of Solid-State Electronics (1 ed.). World Scientific. ISBN 978-9-81020637-6.
- Singh, Brahmadeo Prasad; Singh, Rekha (2008). Electronic Devices and Integrated Circuits. Prentice-Hall Of India Pvt. Limited. ISBN 978-8-12033192-1.
- Soudris, Dimitrios; Piguet, Christian; Goutis, Costas, eds. (2002-10-31). Designing CMOS Circuits for Low Power. European Low-Power Initiative for Electronic System Design. Springer US. ISBN 978-1-4020-7234-5.
- Nebel, Wolfgang; Mermet, Jean, eds. (1997-06-30). Low Power Design in Deep Submicron Electronics. Series E: Applied Sciences. NATO ASI Series. Vol. 337. Kluwer Academic Publishing. ISBN 0-7923-4569-X. ISSN 0168-132X.